# Claude de Malleville
Claude de Malleville, född 1597 i Paris, död 28 mars 1647, var en fransk skald.
Malleville tillhörde den krets, som samlades i Hôtel de Rambouillet, och den första uppsättningen ledamöter i Franska akademien. Malleville skrev elegier, rondåer, sonetter (bland annat den berömda La belle matineuse) med mera under inverkan av Malherbe.